# Abadan (Verwaltungsbezirk)
Abadan (persisch شهرستان آبادان) ist ein Schahrestan in der Provinz Chuzestan im Iran. Er enthält die Stadt Abadan, welche die Hauptstadt des Verwaltungsbezirks ist.

## Demografie
Bei der Volkszählung 2016 betrug die Einwohnerzahl des Schahrestan 298.090. Die Alphabetisierung lag bei 89 Prozent der Bevölkerung. Knapp 84 Prozent der Bevölkerung lebten in urbanen Regionen.
| Zensusjahr | Einwohnerzahl |
| ---------- | ------------- |
| 2011       | 271.484       |
| 2016       | 298.090       |